# Ponto de Brooke
Ponto de Brooke é um município de  primeira classe de renda municipal (d) na província de Palauã, nas Filipinas. De acordo com o censo de 1 de maio  de  2020 possui uma população de 73 994 pessoas e 18 478 domicílios.
Seu nome é uma homenagem ao militar britânico James Brooke (1803–1868), fundador do reino de Sarawak. Em suas águas territoriais, encontra-se a maior pérola já encontrada, a "Pérola de Lao Tzu", também conhecida por "Pérola de Alá".

## Bairros
Ponto de Brooke encontra-se dividida em 18 bairros (2 urbanos e 16 rurais).
- Amas
- Aribungos
- Barong-barong
- Calasaguen
- Imulnod
- Ipilan
- Maasin
- Mainit
- Malis
- Mambalot
- Oring-oring
- Pangobilian
- Poblacion I
- Poblacion II
- Salogon
- Samariñana
- Saraza (ex-Taniongbobog[8])
- Tubtub